# Thambopasta howdeni
Thambopasta howdeni är en skalbaggsart som beskrevs av Werner 1974. Thambopasta howdeni ingår i släktet Thambopasta och familjen kvickbaggar. Inga underarter finns listade i Catalogue of Life.